# Slalom
För andra betydelser, se Slalom (olika betydelser).
Slalom är en tävlingsgren i alpin skidsport, vattenskidor, skateboard och inlines som går ut på att den tävlande skall ta sig igenom en slingrande bana med portar. Den moderna slalomåkningen uppfanns 1922 av Arnold Lunn, som introducerade portar som de tävlande måste passera på kortast möjliga tid.
Ordet slalom kommer av norskans slalåm (av sla, ”sluttande” och låm, ”spår”, ”bana”).
Fallhöjden ska för världselittävlingar vara 180–220 m för män och 140–220 m för kvinnor. Genomsnittslutningen ska vara 33–45 % (19°–27°), inom kategorin röd backe till gränsen för svart backe.